# جائزة هولندا الكبرى 1955
جائزة هولندا الكبرى 1955 هو سباق فورمولا 1 أقيم بتاريخ 19 يونيو 1955 في زانتفورت، هولندا. كان الخامس من أصل 7 في بطولة العالم لسباقات الفورمولا واحد موسم 1955. حلّ الأرجنتيني خوان مانويل فانجيو أولا بينما حلّ ستيرلنغ موس في المركز الثاني وجاء ثالثا الإيطالي لويجي موسو.